# 金柱 (嘉靖進士)
金柱（1526年—1601年），字國楨，號中石，浙江紹興府上虞縣人，民籍，明朝政治人物。

## 生平
浙江鄉試第六十一名舉人。嘉靖三十二年（1553年）中式癸丑科三甲第一百一十八名進士。通政司观政，授江西高安知县，调直隶江阴县，升兵部主事，调庐州府教授，升裕州知州、苏州府同知。隆慶初，升广东佥事，广西巡抚殷正茂、总兵俞大猷镇压古田獞韦银豹、黄朝猛之乱，擒获韦銀豹正法，隆慶六年（1572年）二月升广西按察司副使。十月，平乐府江猺恃险稔凶，肆行杀掠，兵备副使刘稳请调大兵剿灭，巡抚郭应聘调土漢官兵六万，分四路征讨，金柱监参将王世科軍，万历元年（1573年）正月攻破数十巢寨，擒斩杨钱甫等十首贼，两广道路复通。九月，巡按御史杨一桂弹劾金柱前任潮州兵巡佥事时贪纵，被革职听勘。万历十九年因与上虞知县蔡淑逵互相攻讦，被废黜为民。居鄉三十餘載，年七十九卒。

## 家族
曾祖金玉；祖父金佩；父金德昭，州判。母吳氏。兄金榜、弟金栋、金樑、金槐。